# Dolmen des Combes

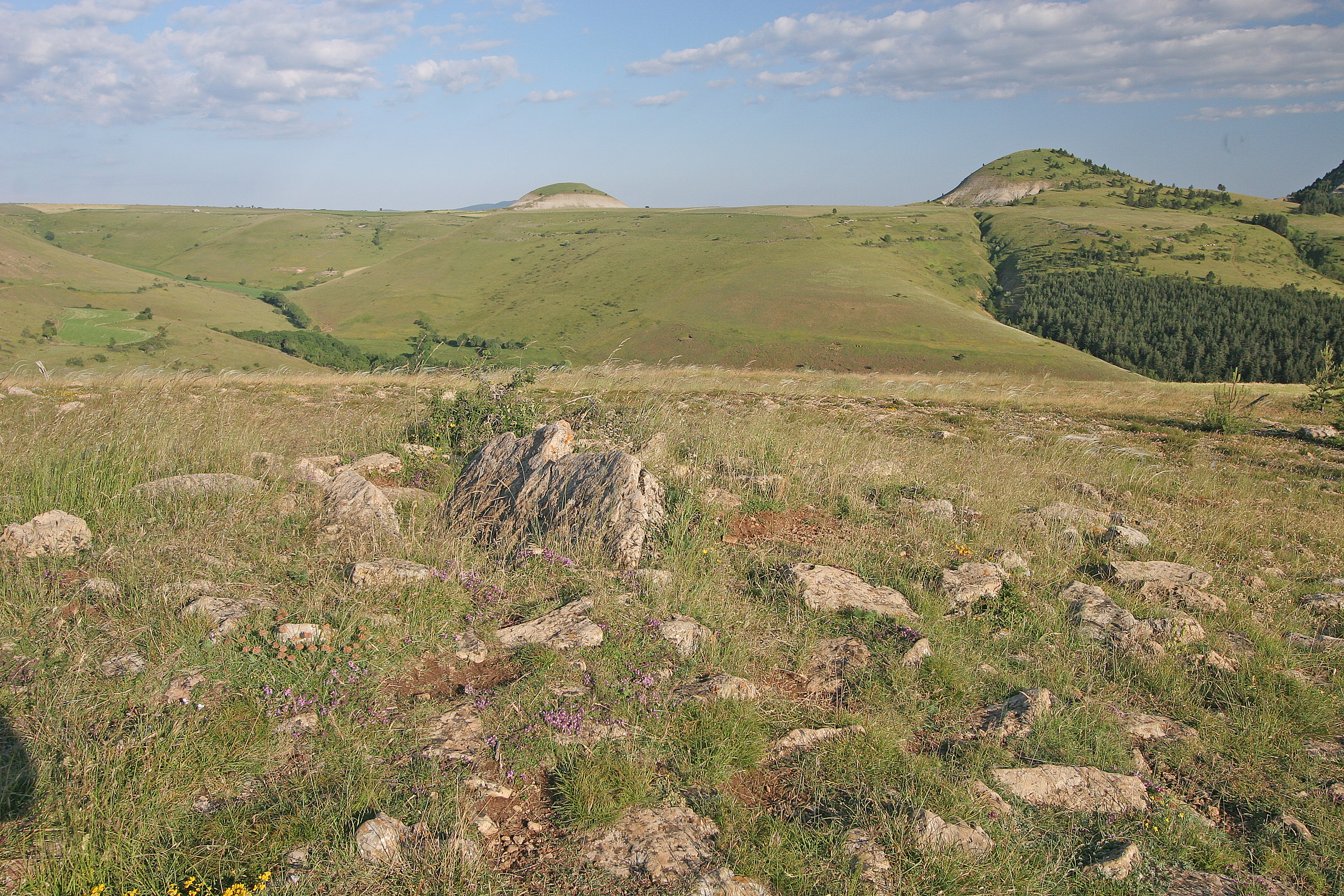
Dolmen des Combes

Dolmen des Combes je kamenná megalitická stavba - dolmen z doby před cca 4000 let nalézající se na kopci nad samotou Les Combes ve francouzském departementu Lozère. U dolmenu se nalézá jedna z 10 zastávek naučné stezky provázející návštěvníky skupinou menhirů de la Fage.